# Ringstaartleguanen
Ringstaartleguanen (Cyclura) zijn een geslacht van hagedissen uit de familie leguanen (Iguanidae).

## Naam en indeling
De wetenschappelijke naam van de groep werd voor het eerst voorgesteld door Richard Harlan in 1825. De wetenschappelijke geslachtsnaam Cyclura betekent vrij vertaald 'ringstaart'; cyclos = ring en ura = staart.
Er zijn elf soorten, inclusief de uitgestorven soort Cyclura onchiopsis. De soort Cyclura stejnegeri werd lange tijd gezien als een ondersoort van de neushoornleguaan.

## Uiterlijke kenmerken
Ringstaartleguanen hebben een sterk zijdelings afgeplat lichaam en een relatief grote kop. Vooral mannetjes krijgen als ze ouder worden grote bobbelachtige vergroeiingen aan de achterzijde van de kop. De lichaamskleur is meestal groen tot grijs of bruin. De kopromplengte is meestal groter dan vijftig centimeter en de staart is anderhalf keer zo lang als het lichaam waardoor de leguanen een totale lichaamslengte van meer dan een meter bereiken.

## Verspreiding en habitat
Alle soorten leven op verschillende eilanden van de Caraïben. De habitat bestaat uit droge tropische en subtropische bossen, scrubland en andere drogere omgevingen.

## Beschermingsstatus
Door de internationale natuurbeschermingsorganisatie IUCN is aan alle nog voorkomende soorten een beschermingsstatus toegewezen. Vijf soorten worden als 'bedreigd' gezien, (Endangered of EN), twee soorten als 'kwetsbaar' (Vulnerable of VU) en drie soorten worden beschouwd als drie 'ernstig bedreigd' (Critically Endangered of CR).

## Soorten
Het geslacht omvat de volgende soorten, met de auteur en het verspreidingsgebied.
| Naam                                  | Auteur                 | Verspreidingsgebied           |
| ------------------------------------- | ---------------------- | ----------------------------- |
| Cyclura carinata                      | Harlan, 1824           | Bahama's                      |
| Cyclura collei                        | Gray, 1845             | Jamaica                       |
| Neushoornleguaan (Cyclura cornuta)    | Bonnaterre, 1789       | Haïti, Dominicaanse Republiek |
| Cyclura cychlura                      | Cuvier, 1829           | Bahama's                      |
| Cyclura lewisi                        | Grant, 1941            | Kaaimaneilanden               |
| Cubaanse rotsleguaan (Cyclura nubila) | Gray, 1831             | Cuba                          |
| † Cyclura onchiopsis                  | Cope, 1885             | Navassa                       |
| Cyclura pinguis                       | Barbour, 1917          | Britse Maagdeneilanden        |
| Cyclura ricordi                       | Duméril & Bibron, 1837 | Hispaniola                    |
| Cyclura rileyi                        | Stejneger, 1903        | Bahama's                      |
| Cyclura stejnegeri                    | Barbour & Noble, 1916  | Mona                          |